# Bolongaro

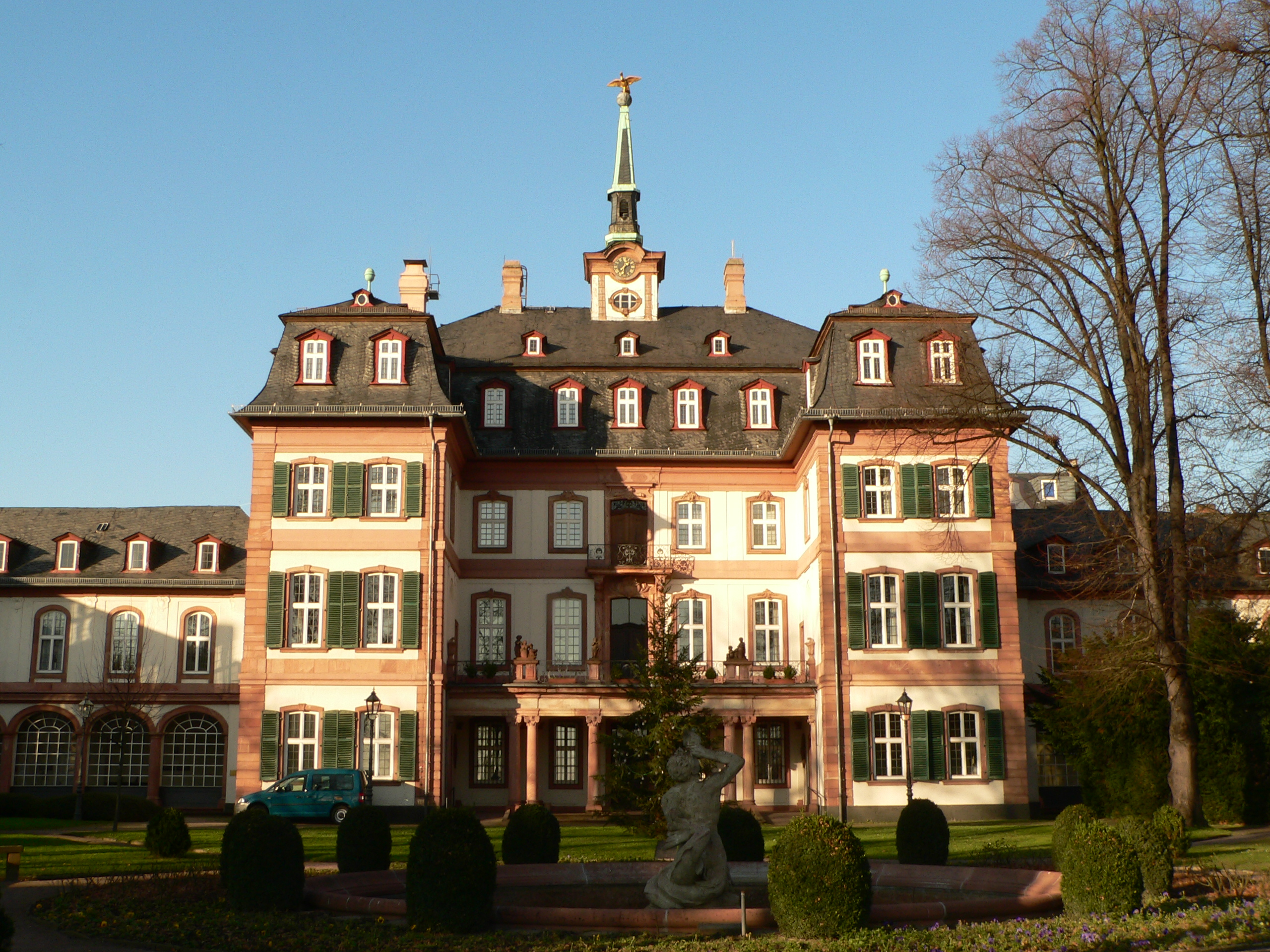
Der Bolongaropalast in Höchst

Die Familie Bolongaro war eine angesehene Kaufmannsfamilie in Frankfurt am Main und im benachbarten Höchst. 

## Herkunft
Die Familie stammte aus Stresa am Lago Maggiore. 1735 ließ sich Josef Maria Markus Bolongaro (eigentlich Giuseppe, 1712–1779) in Frankfurt nieder. Er übernahm 1743 gemeinsam mit seinen Brüdern Jakob Philipp und Franz Maria († 1756) die Tabakhandlung Gebrüder Matthey und baute sie zur größten Tabakhandlung und Schnupftabakmanufaktur Europas aus. 

## Handelshaus
Das Handelshaus Bolongaro besaß Zweigniederlassungen unter anderem in Antwerpen, Leipzig und Würzburg. Hauptquartier war zunächst das Haus Zum Wölffchen in der Frankfurter Töngesgasse.
Gehandelt wurde außer mit Tabak auch mit Spezereien, Südweinen, Kaffee und Tee. Ein weiteres Betätigungsfeld waren Bankgeschäfte. 

## Frankfurt oder Höchst?
Seit 1737 bewarb sich Bolongaro um das Frankfurter Bürgerrecht, das ihm jedoch der Rat der streng lutherischen Stadt wegen seiner römisch-katholischen Konfession verweigerte. Selbst nach einer persönlichen Intervention durch Kaiser Franz I. Stephan wurde er 1756 nur als Beisasse zugelassen und mit einer hohen Sondersteuer zum Schutz seiner persönlichen Sicherheit belegt.
Nach weiteren Auseinandersetzungen mit dem Rat entschloss sich Bolongaro, nach Höchst, auf kurmainzisches – und damit römisch-katholisches – Territorium, umzusiedeln. Kurfürst Emmerich Josef verlieh ihm 1771 das Höchster Bürgerrecht und gestattete ihm den Bau einer großzügigen Niederlassung, des Bolongaropalastes.

## Familienverhältnisse

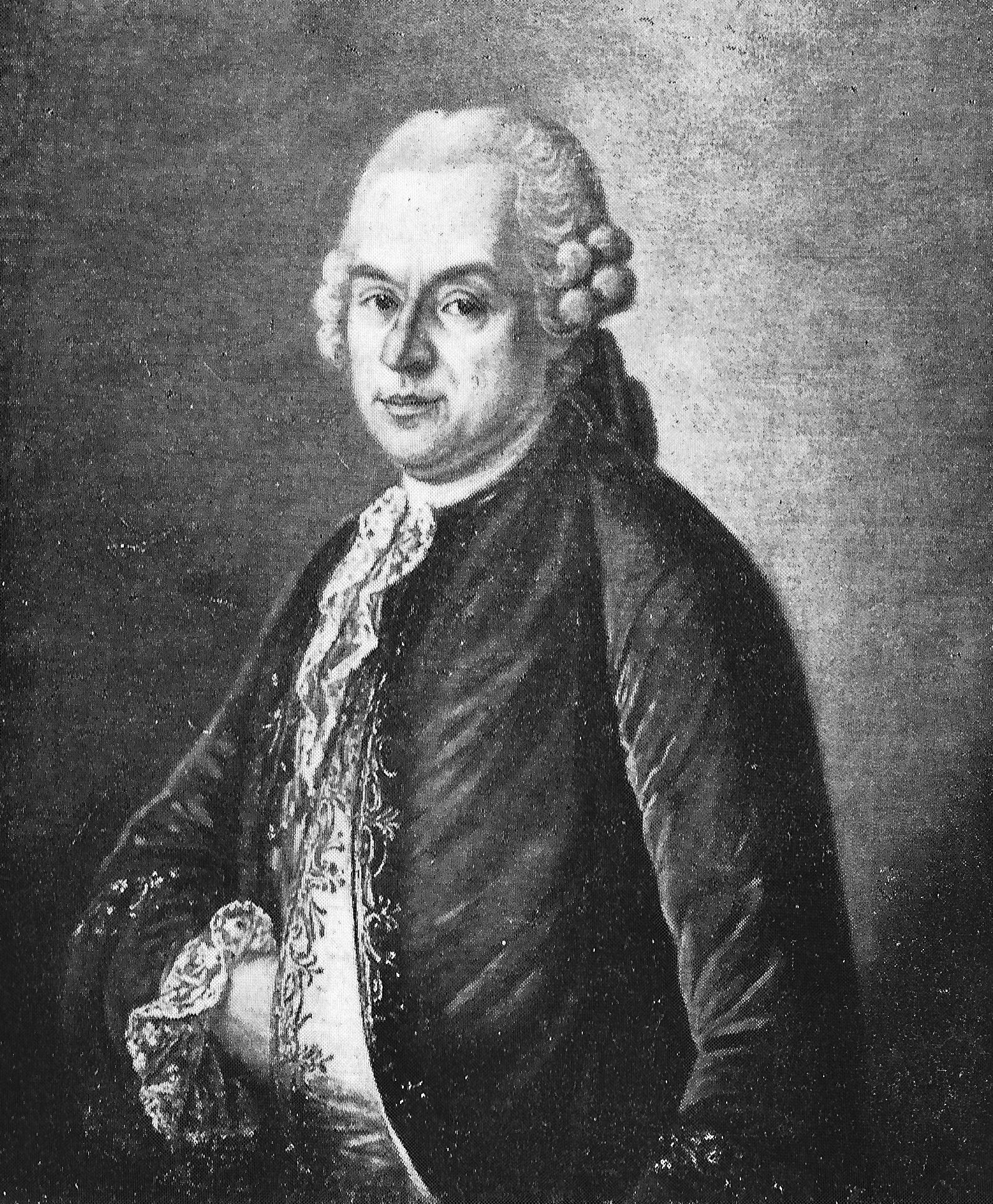
Joseph Maria Bolongaro

Josef Maria Markus Bolongaro war mit Anna Maria Bolongaro geb. d’Angelo verheiratet. Er starb 1779 kinderlos in Höchst und wurde im Familiengrab in der Justinuskirche beigesetzt. Sein Erbe fiel an seinen Bruder Jakob Philipp. Als dieser 1780 ebenfalls starb, erbten seine Töchter und die Schwiegersöhne Peter Anton Bolongaro-Crevenna (1736–1792) und Victor Bolongaro-Simonetta das Vermögen. Ihnen gelang es 1783, das Frankfurter Bürgerrecht doch noch zu erwerben, woraufhin sie Höchst verließen und die Geschäftsführung ihrem Prokuristen Bertina überließen.
Bolongaro-Crevenna zahlte seinen Schwager 1784 aus und wurde Alleininhaber der Schnupftabakfabrik. Nach seinem Tode führten seine sechs Söhne das Geschäft weiter. Das Handelshaus Bolongaro erlosch 1910 mit dem Tod Karl Alfred Bolongaro-Crevennas (1838–1910). Die Linie Bolongaro-Crevenna besteht bis heute, während die Linie Bolongaro-Simonetta ausstarb.

## Mitglieder der Familie Bolongaro
- Johannes Bolongaro Crevenna (1807–1871), Kaufmann und Fabrikant
- Josef Anton Franz Bolongaro (1796–1862), Kaufmann und Politiker
- Jacob Ludwig Bolongaro-Crevenna (1808–1884), Kaufmann und Politiker
- Joseph Anton Wolfgang Forsboom-Bolongaro (1817–1871), Kaufmann und Politiker der Freien Stadt Frankfurt

## Weiter wissenswert
An die Familie Bolongaro erinnern
- die Bolongarostraße und der Bolongaropalast in Frankfurt-Höchst
- die Familiengrabstätten in der Justinuskirche und auf dem Frankfurter Hauptfriedhof
- Carl Bolongaro war einer der Mitinitiatoren der Heil- und Pflegeanstalt Kalmenhof in Idstein